# Adolphe Dureau de la Malle
Pour les articles homonymes, voir Dureau et Malle.
Adolphe Dureau de la Malle (parfois écrit de Lamalle), fils de Jean-Baptiste Dureau de La Malle et d'Elisabeth Renée Maignon, né à Paris le 3 mars 1777, mort le 17 mai 1857 au domaine de Landres à Mauves-sur-Huisne (Orne).

## Biographie
Il cultiva à la fois la poésie, le dessin, les sciences et l'érudition, débuta en 1798 par une traduction en vers de l'épisode de Francesca da Rimini dans la Divine Comédie (Enfer, V) de Dante Alighieri, donna en 1811 une traduction, également en vers, de l'Argonautique de Caius Valerius Flaccus, et en 1823 Bayard, poème original, en 12 chants.
En même temps il se livrait à de profondes recherches sur la géographie et la statistique des anciens, et publiait la Géographie physique de la Méditerranée et de la mer Noire (1807). Admis en 1818 à l'Académie des inscriptions, il justifia ce choix par de nombreux travaux :
- Poliorcétique des anciens (1819-1822) ;
- De l'Origine et de la patrie des Céréales (1819 et 1826) ;
- Des Progrès et de la décadence du Luxe chez les Romains ;
- De la Population de l'Italie ancienne (1825) ;
- De l'Agriculture, de l'Administration, des Poids et Mesures des Romains (1827-1828) ;
- Mémoire sur le développement des facultés intellectuelles des animaux sauvages et domestiques. (Annales des Sciences Naturelles, Première série, 1831; 22:388-419) (1831) ;
- De la Topographie de Carthage (1835).

Il rédigea, au nom de l'Académie, les Recherches sur l'histoire de la régence d'Alger et sur la colonisation de l'Afrique sous la domination romaine (1837 et années suivantes).
Il donna en 1840 l'Économie politique des Romains (2 volumes in-8), ouvrage qui résume toutes ses recherches sur ce peuple.
Il est inhumé au cimetière du Père-Lachaise (12e division). Une partie des archives d'Adolphe Dureau de la Malle est conservée à l'Institut national d'histoire de l'art.

## Source
Cet article comprend des extraits du Dictionnaire Bouillet. Il est possible de supprimer cette indication, si le texte reflète le savoir actuel sur ce thème, si les sources sont citées, s'il satisfait aux exigences linguistiques actuelles et s'il ne contient pas de propos qui vont à l'encontre des règles de neutralité de Wikipédia.